# Vlad-Emanuel Duruș
Vlad-Emanuel Duruș (n. 29 ianuarie 1990, Baia Mare, România) este un avocat și deputat român, ales în 2016. 

## Educație
Duruș s-a născut în Baia Mare la data de 29 ianuarie 1990 și a studiat la Colegiul Național Vasile Lucaciu în perioadele 2001-2005 (studii gimnaziale) și 2005-2009 (studii liceale). Acesta a studiat mai apoi la Universitatea Babeș-Bolyai, la facultatea de Drept, obținând o licență și un master în Științe penale și criminalistică.

## Cariera politică
Vlad Duruș a fost ales în calitate de deputat în urma alegerilor legislative din 2016. Acesta face parte din grupul parlamentar al Uniunii Salvați România și este membru în Comisia juridică, de disciplină și imunități (din noi. 2017) și în Comisia pentru regulament, în cadrul căreia este secretar.
La începutul sesiunii de toamnă a anului 2019, Vlad Duruș a fost ales vicepreședinte al Camerei Deputaților.